# Hahnia naguaboi
Hahnia naguaboi är en spindelart som först beskrevs av Pekka T. Lehtinen 1967.  Hahnia naguaboi ingår i släktet Hahnia och familjen panflöjtsspindlar.
Artens utbredningsområde är Puerto Rico. Inga underarter finns listade i Catalogue of Life.